# Aeroporto Internacional Roberts
O Aeroporto Internacional Roberts (em inglês: Roberts International Airport) é um aeroporto internacional localizado em Harbel que serve principalmente Monróvia, capital da Libéria. 
O aeroporto foi construído pela Força Aérea dos Estados Unidos e entrou em operação em 1942, depois do fim da Segunda Guerra Mundial até 1985 o aeroporto passou a ser administrado pela Pan Am servindo como hub para viagens dos Estados Unidos para a África incluindo um voo direto com um Boeing 747 para Nova York.
A Varig também já utilizou o aeroporto como escala em seus voos do Brasil para a Europa e Ásia, o Voo Varig 837 é até hoje o pior desastre aéreo da história da Libéria. 
A pista já foi utilizada como um dos possíveis locais de pouso de emergência de ônibus espaciais da NASA. O aeroporto sofreu uma destruição parcial durante a Segunda Guerra Civil da Libéria.